# Gantts Quarry
Gantts Quarry is een plaats (town) in de Amerikaanse staat Alabama, en valt bestuurlijk gezien onder Talladega County.

## Demografie
Bij de volkstelling in 2000 werd het aantal inwoners vastgesteld op 0.

## Geografie
Volgens het United States Census Bureau beslaat de plaats een oppervlakte van
0,9 km², geheel bestaande uit land.

## Plaatsen in de nabije omgeving
De onderstaande figuur toont de plaatsen in een straal van 16 km rond Gantts Quarry.